# Georg Nolte (Politiker)
Georg Nolte (* 2. Dezember 1942 in Leipzig; † 21. Juni 2016 in Neustrelitz) war ein deutscher Politiker (Demokratischer Aufbruch, CDU).

## Leben
Georg Nolte wuchs zusammen mit seinem Bruder Rainer in Leipzig auf und legte 1961 dort das Abitur ab. Zuerst studierte er katholische Theologie in Erfurt; gab dieses Studium aber zugunsten seiner ersten Ehe auf. Daraufhin arbeitete er als Handelskaufmann. 1970 wurde er Diplom-oec. für Außenhandel. Nolte war zeit seines Lebens praktizierender Katholik. Nach der ersten Ehe war er im Außenhandel, im Wohnungsbau und in der Landwirtschaft tätig. Ende der 70er Jahre lebte er in Berlin (Ost); die 80er Jahre verbrachte er in dem Dorf Döllen nahe Kyritz. Von 1987 bis 1994 lebte er mit seiner dritten Frau auf einem Töpferhof im späteren „Müritz-Nationalpark“ in Mecklenburg. Im Dezember 1990 wurde er (nach vorerst gescheiterter politischer Karriere) Leiter des Aufbaustabes des Landesbesoldungsamtes in Neustrelitz. Diesen Posten gab er 1991 zugunsten eines Landtagsmandats auf. Seit 1994 lebte er in einem Neubaugebiet in Neustrelitz und in Schwerin.
Georg Nolte war viermal verheiratet und hatte zwei Kinder aus seiner zweiten Ehe. Er war Segler und Münzsammler. Sein Markenzeichen war ein „Elbsegler“, den er fast ununterbrochen trug und der ihm eine gewisse Ähnlichkeit mit Rainer Eppelmann eintrug.

## Politik
Bis zur Wende in der DDR lebte Nolte so wie viele Regimegegner der DDR in „innerer Immigration“ in der Provinz. Seit der Wende war er im Demokratischen Aufbruch in Neustrelitz aktiv. Sein „Gegenspieler“ auf dem politischen Parkett war der ehemalige LPG-Vorsitzende Lorenz Caffier, der später in Schwerin als Innenminister des Landes Mecklenburg-Vorpommern Karriere machte. Nolte war der erste und einzige Landesvorsitzende des Demokratischen Aufbruchs in Mecklenburg-Vorpommern. Mit der Fusion von Demokratischem Aufbruch und CDU wurde er im September 1990 CDU-Mitglied.
Bei der Landtagswahl in Mecklenburg-Vorpommern 1990 wurde er zunächst nicht in den Landtag Mecklenburg-Vorpommern gewählt, da die CDU sämtliche Direktmandate gewann und somit sein Listenplatz nicht griff. Nach dem Ausscheiden von stasi-belasteten Abgeordneten rückte er für Dieter Quaas am 31. Mai 1991 in den Landtag nach. Bei der Landtagswahl in Mecklenburg-Vorpommern 1994 wurde er im Wahlkreis 22 Müritz II/Mecklenburg-Strelitz II mit 48,7 % der Stimmen direkt in den Landtag gewählt. 1998 verteidigte er das Direktmandat mit 38,0 % der Stimmen. Er war sozialpolitischer Sprecher der CDU-Fraktion und bis 2002 Vorsitzender des Finanzausschusses des Landtages. 2002 bewarb er sich aus Altersgründen nicht mehr um das Direktmandat. Seinen Wahlkreis übernahm Lorenz Caffier. Ab 2002 lebte er in Neustrelitz und trat gegen Ende seines Lebens aus der CDU aus.